# Кистон (Ајова)
Кистон (енгл. Keystone) град је у америчкој савезној држави Ајова. По попису становништва из 2010. у њему је живело 622 становника.

## Демографија
Према попису становништва из 2010. у граду је живело 622 становника, што је -65 (-9.5%) становника више него 2000. године.
| Група             | 2000.       | 2010.       |
| Белци             | 681 (99,1%) | 614 (98,7%) |
| Афроамериканци    | 1 (0,1%)    | 0 (0,0%)    |
| Азијати           | 0 (0,0%)    | 1 (0,2%)    |
| Хиспаноамериканци | 2 (0,3%)    | 4 (0,6%)    |
| Укупно            | 687         | 622         |